# Ligne principale Keihan
La ligne principale Keihan (京阪本線, Keihan-honsen) est la ligne ferroviaire majeure du réseau Keihan dans la région du Kansai au Japon. Elle relie la gare de Yodoyabashi à Osaka à celle de Sanjō à Kyoto.
C'est une ligne avec un fort trafic de trains de banlieue et l'une des quatre liaisons ferroviaires entre les villes d'Osaka et de Kyoto, avec la ligne Shinkansen Tōkaidō, la ligne JR Kyoto et la ligne Hankyu Kyoto.

## Histoire
La ligne est inaugurée le 15 avril 1910 entre Temmabashi et Kiyomizu-Gojō. La ligne est prolongée à Sanjō en 1915 et à Yodoyabashi en 1963.
Le 1er octobre 2019, les gares de Yawatashi et de Fukakusa sont renommées respectivement gare d'Iwashimizu-hachimangu et gare de Ryukokudai-mae-fukakusa.

## Caractéristiques

### Ligne
- Ecartement : 1 435 mm
- Alimentation : 1 500 V par caténaire
- Vitesse maximale : 110 km/h

### Interconnexion
Tous les trains continuent sur la ligne Keihan Ōtō à Sanjō. Certains trains continuent sur la ligne Keihan Nakanoshima à Temmabashi.

### Liste des gares
| Numéro | Gare                    | Nom japonais | Distance depuis Yodoyabashi (km) | Correspondances                                                                                   | Localisation | Localisation        |
| ------ | ----------------------- | ------------ | -------------------------------- | ------------------------------------------------------------------------------------------------- | ------------ | ------------------- |
| KH01   | Yodoyabashi             | 淀屋橋       | 0                                | Métro d'Osaka : Midōsuji                                                                          | Osaka        | Préfecture d'Osaka  |
| KH02   | Kitahama                | 北浜         | 0,5                              | Métro d'Osaka : Sakaisuji                                                                         | Osaka        | Préfecture d'Osaka  |
| KH03   | Temmabashi              | 天満橋       | 1,3                              | Keihan : Nakanoshima (interconnexion) Métro d'Osaka : Tanimachi                                   | Osaka        | Préfecture d'Osaka  |
| KH04   | Kyōbashi                | 京橋         | 3,0                              | JR West : Ligne circulaire d'Osaka, JR Tōzai, Katamachi Métro d'Osaka : Nagahori Tsurumi-ryokuchi | Osaka        | Préfecture d'Osaka  |
| KH05   | Noe                     | 野江         | 4,6                              | JR West : Osaka Higashi (à JR-Noe)                                                                | Osaka        | Préfecture d'Osaka  |
| KH06   | Sekime                  | 関目         | 5,3                              | Métro d'Osaka : Imazatosuji (à Sekime-Takadono)                                                   | Osaka        | Préfecture d'Osaka  |
| KH07   | Morishōji               | 森小路       | 6,2                              |                                                                                                   | Osaka        | Préfecture d'Osaka  |
| KH08   | Sembayashi              | 千林         | 6,8                              |                                                                                                   | Osaka        | Préfecture d'Osaka  |
| KH09   | Takii                   | 滝井         | 7,2                              |                                                                                                   | Moriguchi    | Préfecture d'Osaka  |
| KH10   | Doi                     | 土居         | 7,6                              |                                                                                                   | Moriguchi    | Préfecture d'Osaka  |
| KH11   | Moriguchishi            | 守口市       | 8,3                              |                                                                                                   | Moriguchi    | Préfecture d'Osaka  |
| KH12   | Nishisansō              | 西三荘       | 9,4                              |                                                                                                   | Kadoma       | Préfecture d'Osaka  |
| KH13   | Kadomashi               | 門真市       | 10,1                             | Monorail d'Osaka                                                                                  | Kadoma       | Préfecture d'Osaka  |
| KH14   | Furukawabashi           | 古川橋       | 10,8                             |                                                                                                   | Kadoma       | Préfecture d'Osaka  |
| KH15   | Ōwada                   | 大和田       | 12,0                             |                                                                                                   | Kadoma       | Préfecture d'Osaka  |
| KH16   | Kayashima               | 萱島         | 12,8                             |                                                                                                   | Neyagawa     | Préfecture d'Osaka  |
| KH17   | Neyagawashi             | 寝屋川市     | 15,0                             |                                                                                                   | Neyagawa     | Préfecture d'Osaka  |
| KH18   | Kōrien                  | 香里園       | 17,6                             |                                                                                                   | Neyagawa     | Préfecture d'Osaka  |
| KH19   | Kōzenji                 | 光善寺       | 19,1                             |                                                                                                   | Hirakata     | Préfecture d'Osaka  |
| KH20   | Hirakata-kōen           | 枚方公園     | 20,8                             |                                                                                                   | Hirakata     | Préfecture d'Osaka  |
| KH21   | Hirakatashi             | 枚方市       | 21,8                             | Keihan : Katano                                                                                   | Hirakata     | Préfecture d'Osaka  |
| KH22   | Gotenyama               | 御殿山       | 23,5                             |                                                                                                   | Hirakata     | Préfecture d'Osaka  |
| KH23   | Makino                  | 牧野         | 25,5                             |                                                                                                   | Hirakata     | Préfecture d'Osaka  |
| KH24   | Kuzuha                  | 樟葉         | 27,7                             |                                                                                                   | Hirakata     | Préfecture d'Osaka  |
| KH25   | Hashimoto               | 橋本         | 30,1                             |                                                                                                   | Yawata       | Préfecture de Kyoto |
| KH26   | Iwashimizu-hachimangū   | 石清水八幡宮 | 31,8                             | Keihan : Funiculaire Iwashimizu-Hachimangū                                                        | Yawata       |                     |
| KH27   | Yodo                    | 淀           | 35,3                             |                                                                                                   | Kyoto        |                     |
| KH28   | Chūshojima              | 中書島       | 39,7                             | Keihan : Uji                                                                                      | Kyoto        |                     |
| KH29   | Fushimi-Momoyama        | 伏見桃山     | 40,6                             |                                                                                                   | Kyoto        |                     |
| KH30   | Tambabashi              | 丹波橋       | 41,3                             | Kintetsu : Kyoto (à Kintetsu-Tambabashi)                                                          | Kyoto        |                     |
| KH31   | Sumizome                | 墨染         | 42,3                             |                                                                                                   | Kyoto        |                     |
| KH32   | Fujinomori              | 藤森         | 43,3                             |                                                                                                   | Kyoto        |                     |
| KH33   | Ryukokudai-mae-fukakusa | 龍谷大前深草 | 44,1                             |                                                                                                   | Kyoto        |                     |
| KH34   | Fushimi-Inari           | 伏見稲荷     | 44,6                             | JR West : Nara (à Inari)                                                                          | Kyoto        |                     |
| KH35   | Toba-Gaidō              | 鳥羽街道     | 45,2                             |                                                                                                   | Kyoto        |                     |
| KH36   | Tōfukuji                | 東福寺       | 46,1                             | JR West : Nara                                                                                    | Kyoto        |                     |
| KH37   | Shichijō                | 七条         | 47,0                             |                                                                                                   | Kyoto        |                     |
| KH38   | Kiyomizu-Gojō           | 清水五条     | 47,7                             |                                                                                                   | Kyoto        |                     |
| KH39   | Gion-Shijō              | 祇園四条     | 48,6                             | Hankyu : Kyoto (à Kyoto-Kawaramachi)                                                              | Kyoto        |                     |
| KH40   | Sanjō                   | 三条         | 49,3                             | Keihan : Ōtō (interconnexion) Métro de Kyoto : Tōzai (à Sanjō Keihan)                             | Kyoto        |                     |